# Elecciones parlamentarias de Serbia de 2016
Las elecciones parlamentarias de Serbia se llevaron a cabo el día 24 de abril de 2016. Originalmente estaban planeadas para marzo de 2018, sin embargo, el Primer Ministro Aleksandar Vučić llamó a elecciones en enero de 2016, afirmando que estas elecciones definirán "si Serbia se convertirá en un país europeo moderno antes de 2020".
La participación fue de aproximadamente un 56%. La coalición del Partido Progresista Serbio, liderada por Vučić retuvo la mayoría absoluta parlamentaria, con cerca del 48% del voto popular, obtuvo 131 escaños. Varios partidos volvieron al parlamento, siendo el más notorio caso el del Partido Radical Serbio. Asimismo, tres partidos entraron por primera vez a la asamblea nacional, aquellos son Dosta je Bilo, Dveri y el Partido Verde, este último como minoría nacional eslovaca.

## Sistema electoral
Los 250 miembros de la Asamblea Nacional son electos mediante representación proporcional en una única elección. Los partidos requieren al menos un 5% del voto popular para entrar al parlamento. Estando exentos de esta regla los partidos registrados como minorías étnicas, que solo necesitan de sobre un 0,4% de los votos.

## Resultados
Resultados actualizados al 5 de mayo de 2016.
| Nombre de lista - Cantidato*                                                                                 | # de votos | %     | Escaños | Notas** |
| --- | ---------- | ----- | ------- | ------- |
| Serbia está ganando - Aleksandar Vučić (SNS)                                                                 | 1.823.147  | 48,25 | 131     |         |
| Partido Socialista de Serbia - Ivica Dačić                                                                   | 413.770    | 10,95 | 29      |         |
| Partido Radical Serbio - Vojislav Šešelj                                                                     | 306.052    | 8,10  | 22      |         |
| Ya fue suficiente - Saša Radulović                                                                           | 227.626    | 6,02  | 16      |         |
| Por una Serbia justa - Bojan Pajtić (DS)                                                                     | 227.589    | 6,02  | 16      |         |
| Dveri-DSS - Sanda Rašković Ivić (DSS)                                                                        | 190.530    | 5,04  | 13      |         |
| Alianza por una Serbia mejor - Boris Tadić (SDS)                                                             | 189.564    | 5,02  | 13      |         |
| Alianza de los Húngaros de Voivodina-Partido Democrático de los Húngaros de Voivodina - István Pásztor (SVM) | 56.620     | 1,50  | 4       | M       |
| Serbia para todos nosotros - Borko Stefanović                                                                | 35.710     | 0,94  | 0       |         |
| Unión Democrática Bosniaca de Sandžak - Muamer Zukorlić                                                      | 32.526     | 0,86  | 2       | M       |
| Partido de Acción Democrática de Sandžak - Sulejman Ugljanin                                                 | 30.092     | 0,80  | 2       | M       |
| Por una Serbia libre-Zavetnici - Milica Đurđević                                                             | 27.690     | 0,73  | 0       |         |
| Partido Verde                                                                                                | 23.890     | 0,63  | 1       | M       |
| Por despecho-Unidos por Serbia-Alianza Nacional                                                              | 17.528     | 0,46  | 0       |         |
| Partido por la Acción Democrática - Ardita Sinani                                                            | 16.262     | 0,43  | 1       | M       |
| Partido Ruso - Slobodan Nikolić                                                                              | 13.777     | 0,36  | 0       |         |
| Agrupación ciudadana-Por un renacimiento serbio - Slobodan Komazec                                           | 13.260     | 0,35  | 0       |         |
| Movimiento Serbio-Ruso - Slobodan Dimitrijević                                                               | 10.016     | 0,27  | 0       | M       |
| Diálogo-Juventud con posición - Stanko Debeljaković                                                          | 7,744      | 0,20  | 0       |         |
| Partido Republicano - Nikola Sandulović                                                                      | 4.522      | 0,12  | 0       | M       |
| Partido Ruso - Slobodan Nikolić                                                                              | 13.777     | 0,36  | -       | M       |
| Votos inválidos                                                                                              | 107.906    | 2,86  | -       |         |
| Votos válidos                                                                                                | 3.667.915  | 97,06 | -       |         |
| Total | 3.778.923  | 100,0 | 250     |         |
| Registrados                                                                                                  | 6.739.441  | 56,07 | -       |         |

*Sólo se muestra el partido si el nombre de la lista no lo especifica. Algunas listas no presentaron candidatos, si no, solo a sí mismas.
**Las listas y partidos que califiquen como minorías se identifican con una "M".